# Quirilelo (Ort, Açumanu)
Quirilelo (Cirilelo) ist ein osttimoresischer Ort im Suco Açumanu (Verwaltungsamt Liquiçá, Gemeinde Liquiçá).

## Geographie und Einrichtungen
Das Dorf liegt im Süden der Aldeia Quirilelo, auf dem südlichen Ausläufer eines Berges, der das Zentrum der Aldeia bildet, in einer Meereshöhe von 673 m. Eine Straße folgt dem Bergrücken von Nord nach Süd und verbindet Quirilelo mit dem Nachbarort Hatumatilu im Norden. Südlich von Quirilelo fällt das Land herab zum Fluss Gleno, einem Nebenfluss des Lóis. Östlich und westlich fließen Zuflüsse des Gleno.
In Quirilelo befindet sich der Sitz der gleichnamigen Aldeia.